# USS LST-177
O USS LST-177 foi um navio de guerra norte-americano da classe LST que operou durante a Segunda Guerra Mundial.